# 1824 en littérature
| Années de la littérature : 1821 - 1822 - 1823 - 1824 - 1825 - 1826 - 1827    |
| Décennies de la littérature : 1790 - 1800 - 1810 - 1820 - 1830 - 1840 - 1850 |

Cet article présente les faits marquants de l'année 1824 en littérature.

## Événements
- Le salon de Charles Nodier, bibliothécaire à l’Arsenal, devient le siège de la nouvelle école romantique.
- Rupture entre Chateaubriand et Villèle.

## Presse
- Victor Hugo et Émile Deschamps fondent la revue poétique la Muse française.

## Parutions

### Essais
1. Histoire des ducs de Bourgogne et de la maison de Valois (1824-1826), de Barante.

### Poésie
1. Victor Hugo : Nouvelles odes.
2. Ján Kollár (slovaque) : la Fille de Sláva, succès sur la jeunesse tchèque.

### Romans

#### Auteurs francophones
1. Honoré de Balzac, Le Centenaire ou les Deux Beringheld sous le pseudonyme d'Horace de Saint-Aubin, bachelier es-lettres.
2. Honoré de Balzac, Annette et le Criminel (sous le pseudonyme de Horace de Saint-Aubin)
3. Constance de Salm (1767-1845), Vingt-quatre heures d'une femme sensible

#### Auteurs traduits
1. Alexandre Pouchkine (russe), Les Tsiganes.
2. Walter Scott, Redgauntlet

## Principales naissances
- 29 mars : Ludwig Büchner, philosophe et écrivain naturaliste allemand († 1899)
- 27 juillet : Alexandre Dumas fils, romancier et auteur dramatique français († 1895)

## Principaux décès
- août 1824 : Mah Laqa Bai, poétesse ourdou indienne (° 7 avril 1768).